# 嘉日卓玛
嘉日卓玛（藏語：རྒྱ་རི་སྒྲོལ་མ།，威利转写：rgya ri sgrol ma，1964年—），藏人行政中央政治人物，现任安全部噶伦。

## 生平
嘉日卓玛来自康区瞻对（今四川甘孜藏族自治州新龙县）的甲日（嘉日）家族，曾外祖父甲日·多吉朗加原为瞻对四大土千户之一。其两个女儿其美志玛、巴姆志玛同时嫁给希哇家族的翁须多吉，巴姆志玛所生的次子甲日·尼玛坚赞即嘉日卓玛之父。嘉日卓玛之兄甲日·洛迪曾任第十四世达赖喇嘛高级特使，另一位兄长白玛嘉波则为日本拓殖大学政治学教授。1959年藏区骚乱后甲日家族流亡印度，嘉日卓玛于1964年出生于印度噶伦堡。
嘉日卓玛先后毕业于旁遮普大学、德里大学法学院。1986年至1991年间，她曾任藏青会成员、西藏妇女会顾问。1991年，26岁的嘉日卓玛当选第十一届西藏人民议会议员，成为议会最年轻的议员之一。此后，她又连续当选第十二至十四届议会议员，并出任第十三、十四届副议长，是西藏议会历史上首位女性副议长。2011年至2016年间，她出任藏人行政中央第十四届噶厦内政部噶伦（部长）。
2020年，嘉日卓玛宣布参加2021年西藏司政选举。最终，她在预选中得票数排名第三而未能进入最后大选。2021年11月，出任第十六届噶厦安全部噶伦。